# معادلة غولدمان
معادلة غولدمان أو المعروفة بمعادلة غولدمان هودجكن كاتس، وهي معدلة غالبا ما تستخدم لحساب الجهد الكهربائي لخلاي الجسم، آخذة بالاعتبار جميع الأيونات المؤثرة على هذا الجهد. وتسمى هذه المعادلة باسم العلماء ديفيد غولدمان وآلن لويد هودجكين وبرنارد كلتس.

## المعادلة الإجمالية
تكتب المعادلة الإجماية بأيونات M ذات الشحنة الكهربائية إيجابية وأيونات N ذات الشحنة الكهربائية سلبية كما يلي:
{\displaystyle E_{m}=-{\frac {RT}{F}}\ln {\left({\frac {\sum _{i}^{N}P_{M_{i}^{+}}C_{i,M_{i}^{+}}+\sum _{j}^{M}P_{A_{j}^{-}}C_{o,A_{j}^{-}}}{\sum _{i}^{N}P_{M_{i}^{+}}C_{o,M_{i}^{+}}+\sum _{j}^{M}P_{A_{j}^{-}}C_{i,A_{j}^{-}}}}\right)}}
حيث أن:
- {\displaystyle E_{m}} جهد الكهربائي للغشاء
- R ثابت الغازات العام: R = 8.314 472(15) J K−1 mol−1
- T الحرارة المطلقة
- F ثابت فاراداي: F = 9.648 533 99(24)×104 C mol−1
- {\displaystyle P_{k}} نفاذية الأيون k
- {\displaystyle C_{o,k}} تركيز الأيون k خارج الخلية
- {\displaystyle C_{i,k}} تركيز الأيون k داخل الخلية

وبتطبيق القاعدة على الأيونات {\displaystyle ^{-}Na^{+},K^{+},Cl} تصبح القاعدة:
{\displaystyle E_{m}=-{\frac {RT}{F}}\ln {\left({\frac {P_{Na_{i}^{+}}C_{i,Na_{i}^{+}}+P_{K_{i}^{+}}C_{i,K_{i}^{+}}+P_{Cl_{j}^{-}}C_{o,Cl_{j}^{-}}}{P_{Na_{i}^{+}}C_{o,Na_{i}^{+}}+P_{K_{i}^{+}}C_{o,K_{i}^{+}}+P_{Cl_{j}^{-}}C_{i,Cl_{j}^{-}}}}\right)}}

## اقرأ أيضا
- معادلة نرنست